# Miquel Ventura i Balanyà
Miquel Ventura i Balanyà (Reus, Baix Camp, 7 de gener de 1878 — Madrid, 2 de desembre de 1930). El seu nom l'escrivia Michel. Va signar algunes obres amb el pseudònim de Perarnayl de Rocafort a la seva joventut i d'Euphemia Llorente de Domingo als seus últims anys de vida. Va ser un escriptor, professor i filòleg occitanista català.

## Vida
De molt jove va anar a estudiar a Madrid, on va conèixer Hortensi Güell, que hi vivia amb el seu pare. Güell no parlava català i Miquel Ventura n'hi va ensenyar. Membre del Grup Modernista de Reus, es va seguir veient amb els seus membres quan el grup ja s'havia dissolt. Estudià la carrera diplomàtica a Madrid i diversos idiomes moderns i clàssics. El 1900 aconseguí la càtedra de francès de l'Escola Normal Superior de Madrid. El 1904 se n'anà a França, on estudià llenguadocià a la Societat de Llengües Romàniques de Montpeller. S'incorporà a l'ambaixada espanyola a París, on exercí com a agregat diplomàtic. L'any 1907 viatjà als Estats Units i fou professor de llengües i literatura romàniques a la Universitat Cornell. La seva tesi doctoral, inèdita, “Historical Catalan Phonetics” es troba en aquesta universitat. Va passar sis o set anys viatjant per Europa i Estats Units i trametia articles des de tot arreu als diaris reusencs. Posteriorment tornà a Madrid per a exercir de catedràtic d'anglès fins que fou destituït el 1930 pel ministeri Berenguer, cosa que sembla que li va precipitar la mort.
Publicà diversos manuals d'anglès i de francès, entre els quals cal destacar Elements gramaticals de llengua francesa, en fascicles. Edità a Reus la "Biblioteca Foc Nou", un projecte de la Colla modernista, de la qual sortiren sis volums i, durant molts anys, fou col·laborador al diari catalanista reusenc Lo Somatent. Durant la seva estada a Madrid, fou fundador de la Biblioteca do Pobo Galego, que tingué una vida efímera. Són interessants les memòries inacabades que publicà a la Revista del Centre de Lectura l'any 1920, titulades "Remembrances (de vint anys enrere)", on parla sobretot dels companys de la Colla de ca l'Aladern. Va publicar articles en revistes com Lo Somatent, Paraula d'Oc, La Nova Cathalunya, Lo Ventall, Lo Lliri, La Palma, Revista del Centro de Lectura, Patria Nova i Foment; essent el més famós Vers la unificació dels parlars d'Oc al Paraula d'Oc. També va tenir activitat folklorista: publicà a la Revista del Centre de Lectura dels anys 1901 i 1902 reculls de cançons populars, i traduí els Contes populars gascons d'Antonin Perbòsc. Persona generosa, finançà la "Biblioteca Foc Nou", donà una important col·lecció de llibres a la Biblioteca del Centre de Lectura de Reus i va cedir a Antoni Maria Alcover les fitxes del diccionari que havien anat arreplegant ell i Josep Aladern, per tal de fer el diccionari "definitiu" del català.
Va ser famós per propugnar una ortografia unificada per a l'occità i el català seguint l'etimologia i les arrels trobadoresques d'ambdues llengües. Miquel Ventura va usar aquesta ortografia tota la seva vida, va convertir-se en la forma ortogràfica oficial dels membres del Grup Modernista de Reus mentre existí com a colla i s'usà a la revista del grup La Nova Cathalunya. Amb el nom de la seva dona Eufèmia Llorente de Domingo publicà el 1930 dues edicions del llibret Studi etymològic dels noms Cathalunya e cathalà.
La ciutat de Reus li va dedicar un carrer

## Obra
- Cent cançons fetes pel poble i a tayl de poble. Reus: Impremta La Regional, 1898
- Contes populars gascons (Reus, 1905), traducció del llibre d'Antonin Perbosc
- Manfret (Reus, 1905), traducció d'un poema dramàtic de Lord Byron
- Elements grammaticals de llengua francesa. Reus: Celestí Ferrando, impressor, 1907
- ¡Fala armoñosa, non morrerás! Madrid: Imp. do Asilo ds Orfos do S.C. de Xesús, 1916. Poema en gallec
- Orthóepie française et livre de lecture. Madrid: Imp. del Asilo de Huérfanos del S.C. de Jesús, 1916
- English Orthoepy and reading Book. MadridImp. del Asilo de Huérfanos del S.C. de Jesús, 1916
- Remembrances (de vint anys arrera) (1920), cinc capítols de les seves memòries incompletes publicats a la Revista del Centre de Lectura entre març i agost de 1920
- Pom de ponceyles: poesías que obtingueren sengles premis en la "Festa de la Poesía" organitzada per l'Orpheó Reusenc. Reus: Tipografia Rabassa, 1924
- Toia marcida. Madrid: Imprenta de Ricardo Medina, 1928
- Pengirics mediterranis. Salou (presentat als Jocs Florals de Barcelona de 1930)[5]
- Del meu Dietari. Terra endins ampla és Castella (presentat als Jocs Florals de Barcelona de 1930)[5]
- El Crist de la Purissima Sang. Divendres Sant (presentat als Jocs Florals de Barcelona de 1930)[5]
- Study etymológic dels noms Cathalunya e cathalá. Madrid: Imp. de Ricardo Medina, 1930), dues edicions successives signades amb el pseudònim Euphemia Lorente de Domingo

## Proposta d'ortografia unificada
Amb Vers l'unifiació dels parlars d'Oc Miquel Ventura proposa les bases d'una ortografia unificada. Cal destacar un conservadorisme elevat en dígrafs llatins com "th", "ph", "sc-" entre d'altres simplificats en la norma Fabriana. Heus ací els trets més importants:
- Usar les formes balears per a la 1a persona del singular del Present d'indicatiu: pens, menj...
- Usar el plural femení "-as" llevat que els occitans acceptin la forma "-es".
- Usar les formes plenes dels pronoms febles: me, te, se, nos i vos.
- Usar la conjunció copulativa "e" i no "i".
- Usar les formes medievals per a la 2a persona del plural -atz-, -etz-, -itz-, -otz- en comptes dels moderns -au-, -eu-, -iu-, -ou-: "menjatz", "voletz" "venitz" o "sotz".
- Usar "l" i no "ll" inicial i escriure "yl" o "lh" en els casos on els occitans escriguin "lh".
- Subjuntiu amb el morfema -e- i no -i- català.
- Usar -z- quan en occità hi hagi una -s- i al català s'hi hagi emmudit: "veí" > "vezí" o "raó" > "razó"
- Tota "n" final occitana caurà i s'haurà de marcar amb accent o signe ortogràfic: "natió", "pà", "ví"...
- Els occitans provençals hauran de canviar la -u- per -l-: "sau" > "sal", "casteu" > "castel", "autre" > "altre"...
- Usar -it- quan en llatí és -ct-: "fruita", "fait" (fet), "luita" (lluita), "leit" (llet)...
- Els -ie- occitans hauran d'escriure's -e- i -o- i -u-: "primier" > "primer", "Dieu" > "Deu", "vielh" > "velh", "huec" > "foc", "uelh" > "ulh"
- Els -h- i -ue- gascons hauran d'escriure's -f- i -o- respectivament: "huec" > "foc", "luec" > "loc" (lloc), "hemna" > "femna" (dona).
- Els -ue- /-e- lenguadocians hauran d'escriure's -u-: "uelh"/"elh"/"el" > "ulh", "luenh"/"lenh" > "luny"
- S'escriuran -ix- els -iss- o -ish-: "creisser" > "creixer", "peis" > "peix"...